# EasyPHP
EasyPHP è una piattaforma di sviluppo web di tipo WAMP che permette di far funzionare localmente un server web (quindi senza connettersi ad un server esterno) basato sull'interprete PHP. Lanciato nel 1999, è stato il primo pacchetto WAMP esistente.

## Descrizione
EasyPHP non è solo un software, ma un ambiente di sviluppo comprendente un server web Apache, un server di database MySQL, un interprete di script PHP e un amministratore di database MySQL con interfaccia grafica chiamato phpMyAdmin. Tutti questi componenti sono installati insieme per avere in una volta sola tutto il necessario per iniziare lo sviluppo locale di siti web in PHP.
EasyPHP dispone di un'interfaccia d'amministrazione che permette di gestire gli utenti, l'avvio e lo spegnimento dei server.
Il server Apache crea automaticamente di default un dominio virtuale (in locale) all'indirizzo di localhost (http://127.0.0.1).
EasyPHP può essere utilizzato come applicazione portatile, per esempio attraverso una chiave USB.

## Componenti e versioni

### Componenti
I componenti di base sono:
- Microsoft Windows: il sistema operativo;
- Apache: il web server;
- MySQL: il database management system (o database server) con SQLite e relativi tool grafici;
- PHP: il linguaggio di scripting.

### Versioni dei componenti
La versione 16.1.1 apporta le nuove versioni dei suoi componenti:
- PHP 7.x / 5.6.x / 5.5.x / 5.4.x
- Apache 2.4.20
- MySQL 5.7.11
- PHPMyAdmin 4.6.1
- Xdebug 2.4.0

### Modules
- VirtualHosts Manager
- Phpini Manager for EasyPHP
- Xdebug Manager for EasyPHP
- Function Reference for EasyPHP
- WordPress
- Drupal
- Spip
- Joomla!
- PrestaShop
- WebGrind